# Златаришка река
Златаришка река (в горното течение Зеленишка река, Борущица, Мийковска река) е река в Северна България, област Велико Търново - общини Елена и Златарица, десен приток на река Веселина от басейна на Янтра. Дължината ѝ е 56,5 км, която ѝ отрежда 74-то място сред реките на България.

## Описание
Златаришка река извира под името Зеленишка река на 300 м северно от хижа „Чумерна“ в Елено-Твърдишка планина, на 1315 м н.в. След приемането на левия си приток река Махнатка тя започва да се нарича Борущица, а след село Мийковци – Мийковска река, до устието на най-големия си приток Костелска река (Марянска река). В този си участък до село Руховци тече в дълбока, на места каньоновидна и залесена долина. След Руховци долината ѝ се разширява и вече под името Златаришка река преминава през източнота част на Еленската котловина, а след това пресича Еленските височини в дълбок и дълъг 10 км пролом Боаза. След пролома долината ѝ става широка, преминава през град Златарица и на 1,6 км северно от града, на 85 м н.в. се влива отдясно в река Веселина, която от там надолу започва да се нарича Джулюница.
Площта на водосборния басейн на Златаришка река е 187 км2, което представлява 21,2% от водосборния басейн на река Веселина.
Основни притоци (→ ляв приток, ← десен приток):
- → Махнатка
- ← Симашница
- → Ахламур
- ← Костелска река (Марянска река)

Златаришка река е с ясно изразено пролетно пълноводие от март до юни и лятно-есенно маловодие – юли-октомври.
По течението на реката са разположени 2 град и 5 села:
- Община Елена – Мийковци, Хъневци, Руховци, Марян, Долни Марян, град Елена;
- Община Златарица – град Златарица;

По пролома на реката през Еленските височини, на протежение от 10,5 км преминава второкласен път № 53 от Държавната пътна мрежа Поликраище – Сливен – Ямбол – Средец и трасето на нефункциониращата вече жп линия Горна Оряховица – Елена.
В непосредствена близост до устието на Костелска река, в северния край на село Марян се намира Марянският манастир „Свето Преображие“, а на 2 км нагоре от село Руховци малкият, но много красив, особено напролет по време на пълноводието на реката Христовски водопад.
На 12 октомври, по сигнал за умряла риба, подаден на спешния тел. 112, експерти на РИОСВ – Велико Търново и представител на БДДР-Плевен извършват проверка при бента до каменния мост в центъра на гр. Златарица. При каменния мост до автогарата на гр. Златарица в р. Златаришка са установени единични едри екземпляри умряла риба. На 20 м. по-надолу под бента в реката се наблюдава по-голямо количество умряла риба. По информация на еколога на Община Златарица измрялата риба е наблюдавана от 9 октомври 2020 г. след обилен дъжд, когато нивото на р. Златаришка се е покачило и реката се е замътила.
От представител на Регионална лаборатория – Велико Търново към ИАОС на място са измерени показателите рН, Разтворен кислород, Наситеност с кислород, Температура и Електропроводимост в два пункта на р. Еленска – преди и след площадката на мандрата в гр. Елена и в два пункта на р. Златаришка – при ханче „Боаза“ и при бента до каменния мост в центъра на гр. Златарица. Измерените на място показатели в четирите пункта са в рамките на нормалните стойности и не показват химическо замърсяване на река Еленска и река Златаришка в наблюдаваните участъци .

## Топографска карта
- Лист от карта K-35-40. Мащаб: 1 : 100 000.
- Лист от карта K-35-28. Мащаб: 1 : 100 000.